# Cyrtopodion narynense
Cyrtopodion narynense är en ödleart som beskrevs av  Jerjomtschenko ZARINENKO och PANFILOW 1999. Cyrtopodion narynense ingår i släktet Cyrtopodion och familjen geckoödlor. Inga underarter finns listade i Catalogue of Life.